# Bombus anachoreta
Bombus anachoreta es una especie de abejorro, un himenóptero apócrito de la familia Apidae.

## Distribución y hábitat
Bombus anachoreta se encuentra en el paleártico, principalmente en el este de Asia.

## Taxonomía
Bombus anachoreta fue descrita originalmente por el zoólogo y entomólogo ruso Alexander Stepanovich Skorikov y publicado en Revue russe d'entomologie 14: 119-129 en 1914.